# Salutul Regal
Salutul Regal este fostul imn național din Irak (1932-1958).